# 大和電器
大和電器株式会社（やまとでんき）は、東京都品川区に本社を置く、配線器具・電子機構部品などの製造販売および各金型の製作を行う企業。

## 製品
- 19インチラック用コンセントバー
- OAタップ
- 家庭用配線器具
- 工事用配線器具
- 機器用部品
- 企画商品
- OEM組立品
- ハーネス加工品

## 沿革
- 1942年（昭和17年）10月 - 大和製作所として東京都品川区小山3−82に設立、安立電気（株）の協力工場として電気通信機器部品の製作を開始する。
- 1945年（昭和20年）10月 - 電気機器部品、ラジオ部品等の製造・販売に転向する。
- 1947年（昭和22年）3月 - 法人に変更、大和電器株式会社に商号を変更する。
- 1952年（昭和27年）10月 - 通産省（現：経産省）より電気用品製造の認可を受け、配線器具（接続器、点滅器、その他）の製造に着手する。
- 1960年（昭和35年）3月 - 工場を宇都宮市上御田459番地に新設する。
- 1969年（昭和44年）9月 - 工場を埼玉県秩父郡小鹿野町に新設する。
- 1974年（昭和49年）4月 - 本社を東京都品川区小山3-2-14に移転する。
- 1977年（昭和52年）11月 - 通産省（現：経産省）より電熱器具製造事業の認可を受ける。
- 1978年（昭和53年）3月 - 通産省（現：経産省）より光源応用機器製造事業の認可を受ける。
- 1981年（昭和56年）1月 - 通産省（現：経産省）より装飾用電灯器具製造事業の認可を受ける。
- 1987年（昭和62年）11月 - 通産省（現：経産省）より交流電機等応用機器類製造事業の認可を受ける。
- 1996年（平成8年）10月 - 中国天津市南開区に天津大和電器実業有限公司を設立する。
- 2002年（平成14年）4月 - ISO9001認証を取得する。
- 2004年（平成16年）5月 - ISO14001認証を取得する。
- 2005年（平成17年）2月 - 天津大和電器実業を西青経済開発区へ移転する。

## 主要取引銀行
三菱UFJ銀行・みずほ銀行・りそな銀行・三井住友銀行・城南信用金庫